# Франц Смолеј
Франц Смолеј (словен. Franc Smolej; Јесенице, 18. јул 1940) некадашњи је југословенски и словеначки хокејаш на леду који је током каријере играо на позицијама одбрамбеног играча.
Највећи део играчке каријере провео је у редовима екипе Акрони Јесенице са којом је играјући у Југословенском првенству освојио 15 титула националног првака.
Био је стандардни члан сениорске репрезентације Југославије за коју је играо на два олимпијска турнира — ЗОИ 1964. у Инзбруку и ЗОИ 1968. у Греноблу.